# Wingspan
Wingspan es un juego de mesa para entre uno y cinco jugadores creado por la diseñadora de juegos Elizabeth Hargrave y publicado en 2019 por Stonemaier Games. Existe una edición en español a cargo de Maldito Games.
El tema de Wingspan es la ornitología. Su diseñadora, Elizabeth Hargrave, era observadora de aves aficionada y el juego se inspiró en las visitas de Hargrave al lago Artemesia, un lago artificial cercano a su casa en el condado de Prince George (Maryland). Hargrave seleccionó el tema porque «había demasiados juegos sobre castillos y el espacio, y no suficientes juegos sobre cosas que me interesan». Durante sus visitas recogió datos sobre las aves que observaba. Las habilidades especiales otorgadas por las aves en el juego se relacionan con las de las aves reales documentadas por Hargrave, con estadísticas sobre la dieta, el hábitat, la envergadura, el tamaño de la puesta y muchos otros factores obtenidos del Laboratorio de Ornitología de la Universidad Cornell, la Lista Roja de la UICN y la Sociedad Nacional Audubon.

## Sistema de juego
Wingspan es un juego de mesa basado en cartas y con motor de construcción: los jugadores comienzan con una fuerza limitada y construyen poco a poco su propio motor de juego, que se vuelve más poderoso con cada turno.
Una partida de Wingspan se desarrolla a lo largo de cuatro rondas. En cada una de esas rondas los jugadores se alternarán para ejecutar una cantidad descendente de turnos (8, 7, 6 y 5). En cada turno los jugadores pueden poner en juego una carta de ave, siempre que se cumplan determinadas condiciones, o utilizar uno de los tres hábitats disponibles:
- Bosque: para obtener diferentes alimentos, que serán una de las condiciones necesarias para jugar nuevas cartas, en función de la dieta del ave representada en la propia carta.
- Pradera: para obtener huevos que podrán colocarse en las aves ya jugadas, cuyos nidos tienen una capacidad específica ajustada a su especie. Poner en juego una ave en un hábitat tendrá también un coste creciente en huevos que se retirarán de alguno de esos nidos.
- Humedal: para llevar a la mano nuevas cartas de ave.

Las cartas ya jugadas en un hábitat darán beneficios al utilizar ese hábitat o, en algunos casos, cuando otros jugadores realicen determinadas jugadas. Así, por ejemplo, determinadas aves carroñeras obtendrán fichas extra de alimentos cuando una rapáz de otro jugador consiga una presa. Al final de la cuarta ronda el ganador se determina por la suma de puntos de victoria indicados en las cartas de ave, huevos presentes en el tablero del jugador y logros por la consecución de diversos objetivos.
Automa: el juego incluye el sistema denominado «automa» para el juego en solitario. Mediante una serie de cartas, un jugador virtual ira ejecutando acciones y compitiendo por la victoria contra el jugador.

## Expansiones y adaptaciones
La primera expansión de Wingspan fue la expansión europea y se publicó en 2019. Incorporó nuevas cartas de ave, objetivos de final de ronda y cartas de bonificación. Esta expansión también incluyó nuevos mecanismos y poderes de ave, como aves que se benefician de comida extra y poderes que se activan al final de la ronda. También se lanzó un «paquete promocional de inicio rápido» que añadió diez nuevas cartas de ave pensadas para jugadores principiantes.
La segunda expansión se publicó a finales de 2020 y se centra en las aves de Australia y Nueva Zelanda. Además de nuevas cartas de ave y objetivos de final de ronda inluyó nuevo tipo de alimento llamado néctar. Agregó también aves con poderes de final de juego, que se activan después de que se haya completado la ronda final.
La última expansión, Wingspan Asia, se centra en aves de China, India y Japón y se publicó a finales de 2022. Esta nueva expansión incluye dos formas más de jugar: el modo dúo (variante independiente para dos jugadores) y el modo bandada que permite hasta siete jugadores.
Existen dos adaptaciones del juego que se separan del tema ornitológico: Wyrmspan, de 2024, que utiliza dragones y Finspan, de 2025, con peces en lugar de aves.
Tanto Wingspan como sus expansiones de Europa y Oceanía han sido adaptados para versiones por ordenador. En septiembre de 2022 se agregó una versión del juego basada en navegador al sitio de juegos de mesa Board Game Arena.

## Premios y nominaciones
Entre otras distinciones, Wingspan ha obtenido las siguientes:
- 2019 Tric Trac d'Argent
- 2019 Ganador del Swiss Gamers Award
- 2019 Nominado al Meeples Choice Award
- 2019 Ganador del Kennerspiel des Jahres
- 2019 Nominado al International Gamers Award en la categoría de estrategia general multijugador
- 2019 Premio Golden Geek al mejor juego del año
- 2019 Premio Golden Geek en la categoría de juego más innovador
- 2019 Premio Golden Geek  en la categoría de juegos de estrategia
- 2019 Premio Golden Geek  en la categoría de juego en solitario
- 2019 Premio Golden Geek al mejor juego familiar
- 2019 Premio Golden Geek al mejor juego de cartas
- 2019 Premio Golden Geek al mejor arte y presentación.
- 2019 Deutscher Spiele Preis al mejor juego familiar y de adultos
- 2019 Juego del año de los Board Game Quest Awards